# أندوريل إندستريز
أندوريل إندستريز آي إن سي. (بالإنجليزية: Anduril Industries)‏ هي شركة تقنيات دفاعية أمريكية متخصصة في النظم ذاتية القيادة. أسسها المبتكر ورائد الأعمال بالمر لاكي وآخرون في 2017. تهدف أندوريل لبيع منتجاتها لوزارة الدفاع الأمريكية والدول الحليفة. تتضمن منتجاتها النظم الجوية المسيرة والنظم المضادة لها، ونظم المراقبة شبه القابلة للنقل، وبرمجيات القيادة والسيطرة.